# Конвенция о статусе беженцев
Конвенция о статусе беженцев — конвенция (международный договор), принятая 28 июля 1951 года в Женеве конференцией полномочных представителей, созванной в соответствии с резолюцией 429 (V) Генеральной Ассамблеи ООН от 14 декабря 1950 года. Вступила в силу 22 апреля 1954 года.
Конвенция даёт определения понятия «беженец» и устанавливает общие основания, на которых предоставляется статус беженца. Конвенция запрещает какую-либо дискриминацию в отношении беженцев. Частью прав беженцы пользуются наравне с гражданами принимающей их страны, частью — на тех же условиях, что и иностранцы. Конвенция допускает высылку беженца в интересах государственной безопасности, но запрещает их возвращение в государство, из которого они бежали, опасаясь преследования.
На апрель 2015 года в Конвенции участвуют 145 государств из 193 членов ООН. Россия присоединилась к Конвенции и Протоколу 1967 года Постановлением Верховного Совета Российской Федерации от 13 ноября 1992 года.

## История

### Предыстория
Проблема беженцев остро встала в Европе в контексте Первой мировой войны, сопровождавшейся распадом Османской, Австро-Венгерской и Российской империй, территориальными изменениями, случаями геноцида и, как следствие, массовыми перемещениями населения. 
30 сентября 1930 года Лига наций создала Международную организацию по делам беженцев (Офис Нансена), которая не только продолжила работу Верховного Комиссара по делам русских и армянских беженцев, но также взяла на себя гуманитарную работу в интересах беженцев, выполнявшуюся в 1924-1929 годах Международной Организацией Труда.
Новая волна беженцев была связана с приходом нацистов к власти в Германии. В 1933 году заинтересованными государствами был назначен Верховный Комиссар по делам беженцев из Германии. После выхода Германии из Лиги наций в 1936 году его функции были интегрированы в Офис Нансена.
В июле 1938 года для того, чтобы справиться с возрастающим потоком беженцев из Германии, заинтересованные государства создали Межправительственный комитет по делам беженцев. Этот Комитет работал вне Лиги Наций и занимался также делами беженцев из Австрии и Испании.
Очередной импульс международному сотрудничеству в интересах беженцев был придан Второй мировой войной. В 1944 году странами антигитлеровской коалиции была создана первая структура еще не созданной ООН — Администрация помощи и восстановления Объединенных Наций (UNRRA, ЮНРРА).
В 1946 году для оказания помощи огромному числу беженцев, появившихся результате Второй мировой войны была создана специальная организация для беженцев — Международная организация по делам беженцев.
10 декабря 1948 года была принята Всеобщая декларация прав человека. В ней среди прочего говорилось о праве на убежище.
Наконец, в 1951 году в Женеве была принята Конвенция о статусе беженцев. Конвенция дала определения понятия «беженец» и установила общие основания, на которых предоставляется статус беженца. В документе была обозначена предельная дата действия: она распространялась на беженцев, ставших таковыми в результате событий, происшедших до 1 января 1951 года.

### Определение беженца по Конвенции 1951 года
Конвенция определяла беженца как лицо, которое или «рассматривалось как беженец в силу соглашений от 12 мая 1926 года и 30 июня 1928 года или же в силу Конвенций от 28 октября 1933 года и 10 февраля 1938 года, Протокола от 14 сентября 1939 года или же в силу Устава Международной организации по делам беженцев», или «в результате событий, происшедших до 1 января 1951 года, и в силу вполне обоснованных опасений стать жертвой преследований по признаку расы, вероисповедания, гражданства, принадлежности к определенной социальной группе или политических убеждений находится вне страны своей гражданской принадлежности и не может пользоваться защитой этой страны или не желает пользоваться такой защитой вследствие таких опасений; или, не имея определенного гражданства и находясь вне страны своего прежнего обычного местожительства в результате подобных событий, не может или не желает вернуться в нее вследствие таких опасений».

### Уточнение определения Протоколом 1967 года
С ходом времени возникновением новых ситуаций, порождающих беженцев, росла потребность в адаптации Конвенции 1951 года к новым видам беженцев. 31 января 1967 года Конвенция была дополнена принятым в Нью-Йорке Протоколом. Протокол подтвердил определение беженца, данное в Конвенции, за исключением слов «в результате событий, произошедших до 1 января 1951 года» и слов «в результате подобных событий». Он вступил в силу 4 октября 1967 года. Ответственность за международную защиту беженцев была возложена на Управление Верховного комиссара ООН по делам беженцев (УВКБ).

### Современное определение беженца
С учётом корректировок от 1967 года, беженцем является любое лицо, которое в силу вполне обоснованных опасений стать жертвой преследований по признаку расы, вероисповедания, гражданства, принадлежности к определенной социальной группе или политических убеждений находится вне страны своей гражданской принадлежности и не может пользоваться защитой этой страны или не желает пользоваться такой защитой вследствие таких опасений.

### Обстоятельства, несовместимые со статусом беженца
Согласно Конвенции статус беженца автоматически утрачивается лицом, которое:
1) добровольно вновь воспользовалось защитой страны своей гражданской принадлежности; или 
2) лишившись своего гражданства, снова его добровольно приобрело; или 
3) приобрело новое гражданство и пользуется защитой страны своей новой гражданской принадлежности; или 
4) добровольно вновь обосновалось в стране, которую оно покинуло или вне пределов которой оно пребывало вследствие опасений преследований; или 
5) не может более отказываться от пользования защитой страны своей гражданской принадлежности, ибо обстоятельства, на основании которых оно было признано беженцем, более не существуют;
Положения Конвенции не распространяются на «лиц, за которыми компетентные власти страны, в которой они проживают, признают права и обязанности, связанные с гражданством этой страны».
Статус беженца также не предоставляется лицам, в отношении которых имеются серьезные основания предполагать, что они совершили тяжкое преступление против мира, военное преступление или преступление против человечности, или тяжкое преступление неполитического характера вне страны, давшей им убежище, и до того как они были допущены в эту страну в качестве беженцев, или виновны в совершении деяний, противоречащих целям и принципам Организации Объединенных Наций.
Положения Конвенции не распространяются на палестинских беженцев, которые находятся в ведении БАПОР.